# Granby Park
Granby Park är en park i Kanada.   Den ligger i provinsen British Columbia, i den södra delen av landet, 3 200 km väster om huvudstaden Ottawa. Granby Park ligger 1 545 meter över havet.
Terrängen runt Granby Park är kuperad åt nordväst, men åt sydost är den bergig. Trakten runt Granby Park är nära nog obefolkad, med mindre än två invånare per kvadratkilometer.. Det finns inga samhällen i närheten.
I omgivningarna runt Granby Park växer i huvudsak barrskog.